# Pseudolabrus

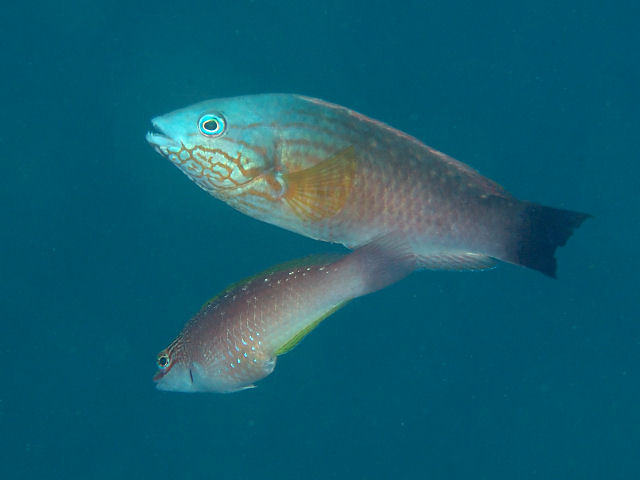
P. sieboldi

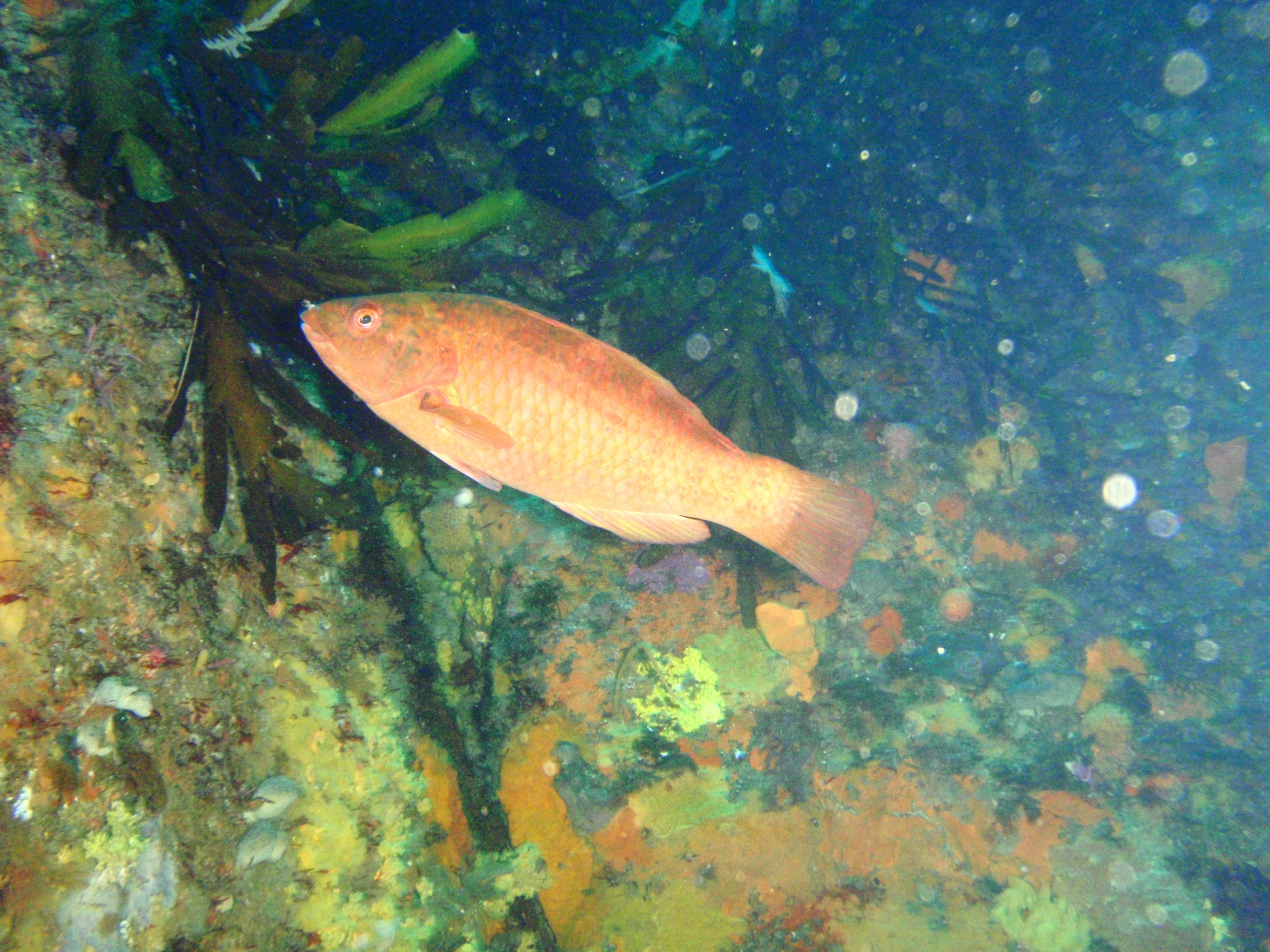
Pseudolabrus rubicundus

Pseudolabrus Bleeker, 1862 è un genere di pesci di acqua salata appartenenti alla famiglia Labridae.

## Distribuzione
Provengono dalle barriere coralline dell'oceano Indiano e dell'oceano Pacifico.

## Descrizione
Presentano un corpo abbastanza alto e non particolarmente allungato, con la testa dal profilo appuntito. La livrea è abbastanza variabile tra le specie, mentre le dimensioni variano dai 10.3 cm di P. gayi ai 27.2 di P. miles.

## Tassonomia
In questo genere sono riconosciute 12 specie:
- Pseudolabrus biserialis
- Pseudolabrus eoethinus
- Pseudolabrus fuentesi
- Pseudolabrus gayi
- Pseudolabrus guentheri
- Pseudolabrus japonicus
- Pseudolabrus luculentus
- Pseudolabrus miles
- Pseudolabrus rubicundus
- Pseudolabrus semifasciatus
- Pseudolabrus sieboldi
- Pseudolabrus torotai

## Conservazione
A parte P. japnicus e P. rubicundus, non valutate, tutte le specie di questo genere sono classificate come "a rischio minimo" (LC) dalla lista rossa IUCN.